# Turistická značená trasa 1105

Turistická značená trasa 1105 je modře vyznačená 15,3 kilometru dlouhá pěší trasa Klubu českých turistů, která vede od konečné tramvají v Kobylisích přes Ďáblický háj, Sídliště Ďáblice, Kobylisy, Okrouhlík, Libeň, Prosecké skály, Vysočany, Hloubětín a Hrdlořezy do Malešic, kde na sídlišti končí. Trasa byla značena na přelomu let 2018-2019.

## Popis trasy
Od konečné tramvají v Kobylisích vychází cesta severozápadně do Ďáblického háje, kterým projde k prvnímu rozcestí. Poté vede sídlištěm, přírodní památkou Okrouhlík a po sestoupání k podjezdu pod Proseckou radiálou pokračuje jihovýchodně městskou zástavbou k odbočce na zalesněnou stráň. Tou projde kolem Proseckých skal až na okraj starého Proseka a odtud sestoupá podél bobové dráhy k podjezdu pod železniční tratí 070 do Mladé Boleslavi a 231 do Nymburka. U potoka Rokytka je krátká odbočka k bývalé usedlosti Kolčavka a k dochovaným kamenným pilířům železničního mostu zaniklé trati. Od bývalého mlýna vede cesta podél Rokytky proti jejímu toku po pravém břehu, u Hořejšího rybníka v Hloubětíně podejde železniční trať 011 do Kolína a dál podél potoka dojde do Hrdlořez. Zde odbočí, obejde vrch Tábor a podejde starý železniční most trati, která vedla na nákladové nádraží Žižkov. V Malešicích projde kolem starého zámku a na zastávce MHD na sídlišti končí.
Cesta částečně vede spolu s naučnými stezkami NS MČ Praha 9 - SZ stezka a NS MČ Praha 9 - JV stezka. V Malešicích se setkává s naučnou stezkou NS Sv. Josefa. V Libni se potká s cyklostezkou A27, ve Vysočanech vede částečně s cyklostezkami A 267 a A26, u Hořejšího rybníka v Hloubětíně ji křižuje cyklostezka A25.
| Km   | Místo                      | Navazující a křižující trasy | Nadm. výška |
| ---- | -------------------------- | ---------------------------- | ----------- |
| 0    | Kobylisy (tram)            | 3108, 6008                   | 318 m       |
| 0,5  | Ďáblický háj (rozc.)       | 3108, 6008                   | 334 m       |
| 1    | Kobyliská střelnice (pam.) |                              | 305 m       |
| 3,6  | Bulovka                    |                              | 235 m       |
| 5,1  | Prosecké skály             | 6043                         | 273 m       |
| 6,6  | Mlýn v Podviní             |                              | 190 m       |
| 7,6  | Vysočanská radnice         | 6043                         | 201 m       |
| 8    | Vysočany-náměstí OSN       |                              | 206 m       |
| 10,9 | Kejřův mlýn                |                              | 200 m       |
| 13,6 | Pod Táborem                |                              | 210 m       |
| 14,8 | Staré Malešice             | Žlutá turistická značka      | 229 m       |
| 15,3 | Malešice (bus)             | Žlutá turistická značka      | 235 m       |

## Zajímavá místa
- Vozovna Kobylisy
- Ďáblický háj
- Kobyliská střelnice
- Kostel U Jákobova žebříku
- Okrouhlík (přírodní památka)
- Malovaný lis
- Šilboch
- Prosecké skály
- Vinice Máchalka
- Kolčavka - usedlost
- Podviní - zaniklá tvrz
- Mlýn v Podviní – zaniklý mlýn
- Rokytka (přítok Vltavy)
- Kejřův mlýn
- Hořejší rybník (Hloubětín)
- Přírodní park Smetanka
- Botanická zahrada Malešice
- Jiráskova vila
- Malešice (zámek)
- Kaple svatého Václava

Zajímavá místa v okolí
- Ládví
- Památník Operace Anthropoid
- Hloubětín (zámek)

## Veřejná doprava
Cesta začíná u konečné tramvají v Kobylisích. Prochází kolem zastávek MHD Bojasova, Kyselova, Bulovka, Čertův vršek, Kelerka, Nádraží Vysočany (Praha-Vysočany), Vysočanská (Metro-B), Starý Hloubětín, Hrdlořezská, Pod Táborem, Malešické náměstí a Sídliště Malešice, kde končí.